# Shugo-daimyō
 (juin 2022).
La mise en forme du texte ne suit pas les recommandations de Wikipédia : il faut le « wikifier ».
Les points d'amélioration suivants sont les cas les plus fréquents. Le détail des points à revoir est peut-être précisé sur la page de discussion.
- Les titres sont pré-formatés par le logiciel. Ils ne sont ni en capitales, ni en gras.
- Le texte ne doit pas être écrit en capitales (les noms de famille non plus), ni en gras, ni en italique, ni en « petit »…
- Le gras n'est utilisé que pour surligner le titre de l'article dans l'introduction, une seule fois.
- L'italique est rarement utilisé : mots en langue étrangère, titres d'œuvres, noms de bateaux, etc.
- Les citations ne sont pas en italique mais en corps de texte normal. Elles sont entourées par des guillemets français : « et ».
- Les listes à puces sont à éviter, des paragraphes rédigés étant largement préférés. Les tableaux sont à réserver à la présentation de données structurées (résultats, etc.).
- Les appels de note de bas de page (petits chiffres en exposant, introduits par l'outil «  Source ») sont à placer entre la fin de phrase et le point final[comme ça].
- Les liens internes (vers d'autres articles de Wikipédia) sont à choisir avec parcimonie. Créez des liens vers des articles approfondissant le sujet. Les termes génériques sans rapport avec le sujet sont à éviter, ainsi que les répétitions de liens vers un même terme.
- Les liens externes sont à placer uniquement dans une section « Liens externes », à la fin de l'article. Ces liens sont à choisir avec parcimonie suivant les règles définies. Si un lien sert de source à l'article, son insertion dans le texte est à faire par les notes de bas de page.
- La présentation des références doit suivre les conventions bibliographiques. Il est recommandé d'utiliser les modèles {{Ouvrage}}, {{Chapitre}}, {{Article}}, {{Lien web}} et/ou {{Bibliographie}}. Le mode d'édition visuel peut mettre en forme automatiquement les références.
- Insérer une infobox (cadre d'informations à droite) n'est pas obligatoire pour parachever la mise en page.

Pour une aide détaillée, merci de consulter Aide:Wikification.
Si vous pensez que ces points ont été résolus, vous pouvez retirer ce bandeau et améliorer la mise en forme d'un autre article.
Un ou une shugo-daimyō(守護大名) est un titre nobiliaire japonais.
Ce terme désigne les premiers daïmyos (大名), c'est-à-dire les shugos (守護) qui se sont approprié des terres (ces provinces sont alors nommées shugo-ryokoku ou shōen) par le biais de pratiques telles que le shugo-uke ou par l'institution du hanzei

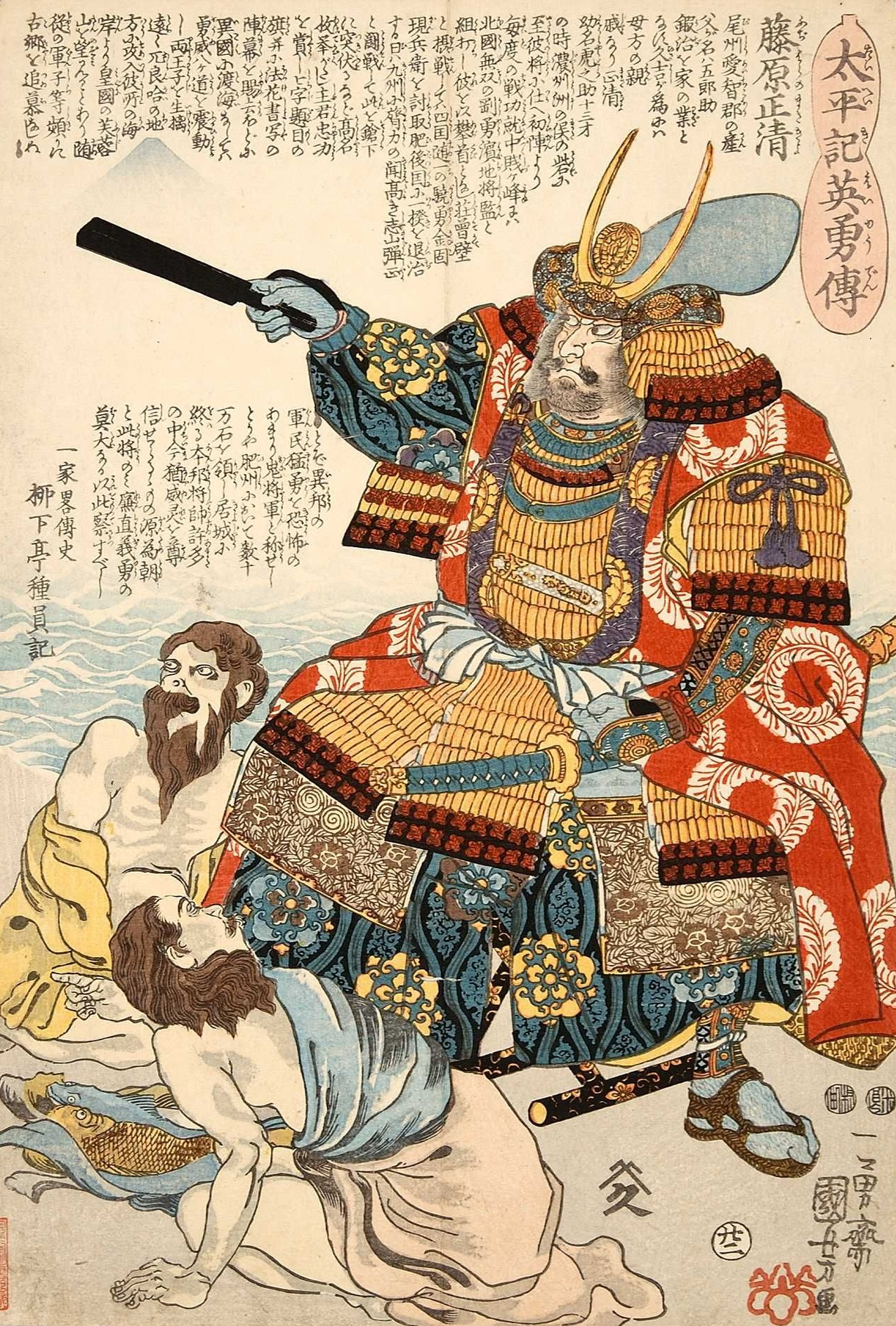
Représentation de shugo-daïmyo.

## Histoire
Les shugo-daimyōs sont apparus durant la période Muromachi. Ils avaient un rôle à la fois militaire et économique. Ils vassalisaient des guerriers locaux (kokujin) et étendaient leur pouvoir.
Ils représentaient le shogunat dans leurs terres, ce qui les assurait un bon prestige ainsi qu'une faible légitimité. 
Parmi les familles de shugo-daimyōs, on peut citer : Shiba, Hatakeyama, Hosokawa, Imagawa, Isshiki, Yamana, Kyogoku...

### Période Muromachi
Ils étaient souvent demandés à Kyoto. Ne pouvant rester et représenter leurs terres, ils nommèrent des shugodai, chargés de les représenter dans leurs provinces. 
Durant cette période, le prestige des shugo-daimyōs diminuait en raison de leur économie, basée sur les shōen dont ils s'emparaient. Or, ils n'ont créé aucun système foncier permettant d'assurer leur domination. 
Plusieurs daimyo-sengoku (tirants leurs noms de la période Sengoku) apparurent ensuite, se livrant des guerres pour plus de territoire. Le système féodal du Japon était déchiré par leurs batailles tandis que les daïmyo-sengoku se multipliaient en grand nombre. C'est le début de la période Sengoku.

### Période Sengoku
Plus tard commence la guerre d'Ōnin. Cette guerre implique le combat de Hosokawa Katsumoto et Yamana Sōzen mais aussi les daimyo-sengoku.
Cette succession de guerres s'arrêta avec la bataille de Sekigahara en 1600, qui marque le début de la période Edo avec le shogunat Tokugawa. 

### Période Edo
Après la bataille de Sekigahara, les shugo-daïmyos sont devenus des daïmyos qui se divisaient en trois types, notamment:
- Les daïmyos rattachés au shogunat Tokugawa, nommés "Les daïmyos de l'intérieur".
- Les daïmyos sans lien avec le clan Tokugawa, nommés "Les daïmyos de l'extérieur".

### Articles externes
- Shugo-uke
- Hanzei